# Elisabeth Seifahrt
Elisabeth Elenore Christiane Auguste Ida Mathilde Seifahrt (* 2. September 1860 in Hombergshausen bei Homberg; † 17. Januar 1933 in Hamburg) war eine Hamburger Politikerin der DDP und Abgeordnete der Hamburgischen Bürgerschaft.

## Leben und Politik

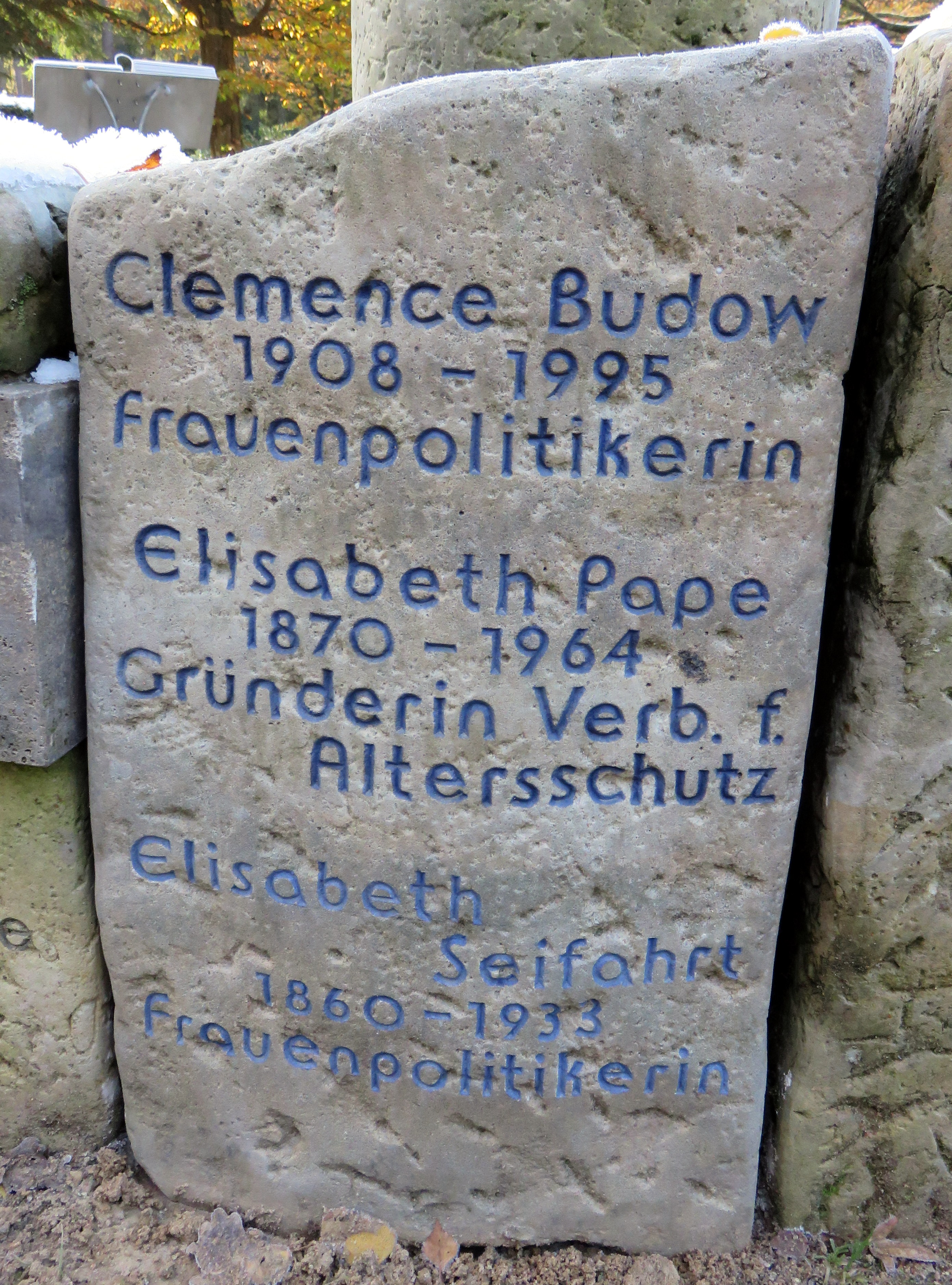
Erinnerungsstein auf dem Friedhof Ohlsdorf im Garten der Frauen

Seifahrt kam schon als Kind nach Hamburg und besuchte erst eine Privatschule. Von 1877 bis 1879 besuchte sie die Präparandinnen-Anstalt (Vorbereitungskurs auf das Lehrerseminar) und 1879/80 das Lehrerseminar. Ab 1. April 1880 unterrichtete sie erst auf Probe im Hamburger Volksschuldienst und wurde dann ab dem 1. April 1885 fest angestellt. Sie arbeitete bis zu ihrer Pensionierung 1924 durchgehend als Volksschullehrerin. Sie war nie verheiratet und wohnte die meiste Zeit ihres Lebens mit ihrer Schwester, ebenfalls Lehrerin, zusammen.
Sie gründete 1893 den „Verein Hamburger Volksschullehrerinnen“, dessen Vorsitz sie bis 1924 übernahm. In derselben Zeit war sie von 1921 bis 1927 stellvertretende Bundesvorsitzende des „Allgemeinen Deutschen Lehrerinnenvereins“.
Sie saß für die DDP von 1919 bis 1927 in der Hamburgischen Bürgerschaft. In dieser Zeit saß sie in fast allen Schulausschüssen und vertrat die Meinung, dass alle Schulen verstaatlicht werden sollten. Sie war Mitglied der Oberschulbehörde.
An Seifahrt wird im Garten der Frauen auf dem Hamburger Ohlsdorfer Friedhof und durch einen Weg in Klein Borstel erinnert.